# Eldece Clarke-Lewis
Eldece Clarke-Lewis (sinh ngày 13 tháng 1 năm 1965) là một vận động viên chạy nước rút người Bahamas. Cô là một phần của đội Bahamian đã giành huy chương bạc trong 4 x 100 mét của Thế vận hội năm 1996.

## Thành tích
| Năm                      | Giải đấu                                                   | Địa điểm                 | Thứ hạng                 | Nội dung                 | Chú thích                |
| Representing the Bahamas | Representing the Bahamas                                   | Representing the Bahamas | Representing the Bahamas | Representing the Bahamas | Representing the Bahamas |
| ------------------------ | ---------------------------------------------------------- | ------------------------ | ------------------------ | ------------------------ | ------------------------ |
| 1980                     | CARIFTA Games (U-17)                                       | Hamilton, Bermuda        | 3rd                      | 100 m                    | 12.0                     |
| 1980                     | CARIFTA Games (U-17)                                       | Hamilton, Bermuda        | 6th                      | 200 m                    | 26.09                    |
| 1981                     | CARIFTA Games (U-17)                                       | Nassau, Bahamas          | 4th                      | 100 m                    | 12.1                     |
| 1981                     | CARIFTA Games (U-17)                                       | Nassau, Bahamas          | 3rd                      | 100 m                    | 24.80                    |
| 1982                     | CARIFTA Games (U-20)                                       | Kingston, Jamaica        | 5th                      | 100 m                    | 12.16                    |
| 1982                     | CARIFTA Games (U-20)                                       | Kingston, Jamaica        | 3rd                      | 200 m                    | 24.7                     |
| 1982                     | Central American and Caribbean Junior Championships (U-20) | Bridgetown, Barbados     | 1st                      | 100 m                    | 11.80                    |
| 1982                     | Central American and Caribbean Junior Championships (U-20) | Bridgetown, Barbados     | 3rd                      | 200 m                    | 24.20                    |
| 1982                     | Central American and Caribbean Junior Championships (U-20) | Bridgetown, Barbados     | 2nd                      | 4 × 100 m relay          | 47.13                    |
| 1984                     | CARIFTA Games (U-20)                                       | Nassau, Bahamas          | 2nd                      | 100 m                    | 11.3                     |